# Bandera Jeanne d'Arc
La Bandera Jeanne d'Arc ou Batallón Jeanne d'Arc (en français : Bataillon Jeanne d'Arc) combattit durant la guerre d'Espagne dans les rangs nationalistes du général Francisco Franco. Elle était composée de 500 volontaires français, suisses et belges organisés par le général Paul Lavigne-Delville et incorporés dans la Légion espagnole (le Tercio). Le commandement était assuré par le capitaine Henri Bonneville de Marsangy jusqu'à son décès en 1937. 
Il s'agit de la seule unité francophone incorporée dans l'armée de terre espagnole. 
La plupart de ses membres étaient issus des Croix-de-Feu (qui devaient se transformer en Parti social français) ou de l'Action française. Un collectif universitaire note que les « différentes sensibilités de l'extrême-droite étaient présentes » : des Camelots du roi, Parti social français ou du Parti populaire français (dont Jean Hérold-Paquis).
Le 16 mai 1937, l'unité est concentrée à Talavera de la Reina. Le député François Piétri a cherché à recruter un millier de volontaires corses.
La bandera Jeanne d'Arc est demeurée une petite unité du fait de l'insuffisance de propagande et de recrutement en France et de la dispersion des Français volontaires dans d'autres unités.
Après la guerre d'Espagne, durant la Seconde Guerre mondiale, certains des membres de la bandera Jeanne d'Arc, comme Jacques Flavien Delafaye, ont collaboré, rejoint la Milice (pour traquer la Résistance), puis ont porté l'uniforme Waffen SS nazi.